# مارشال دبليو. تايلور
مارشال دبليو. تايلور (بالإنجليزية: Marshall W. Taylor)‏ هو صحفي وكاهن أمريكي، ولد في 1 يوليو 1846 في ليكسينغتون في الولايات المتحدة، وتوفي في 11 سبتمبر 1887 في لويفيل في الولايات المتحدة.